# Rivière Kânitawigamitek
Rivière Kânitawigamitek är ett vattendrag i Kanada.   Det ligger i provinsen Québec, i den sydöstra delen av landet, 300 km nordväst om huvudstaden Ottawa.
I omgivningarna runt Rivière Kânitawigamitek växer i huvudsak blandskog. Trakten runt Rivière Kânitawigamitek är nära nog obefolkad, med mindre än två invånare per kvadratkilometer.